# Sulina
Sulina (în greacă Σουλινάς-Soulinás) este un oraș în județul Tulcea, Dobrogea, România. Are o populație de 3.663 de locuitori. Sulina nu este legată direct de rețeaua de drumuri din România și poate fi atinsă numai pe calea apelor, fie pe Dunăre, fie pe Marea Neagră.
Sulina este cea mai estică așezare din România, de asemenea, are cea mai joasă altitudine de doar 4 metri deasupra nivelului mării, datorită poziției geografice.

## Relieful și flora

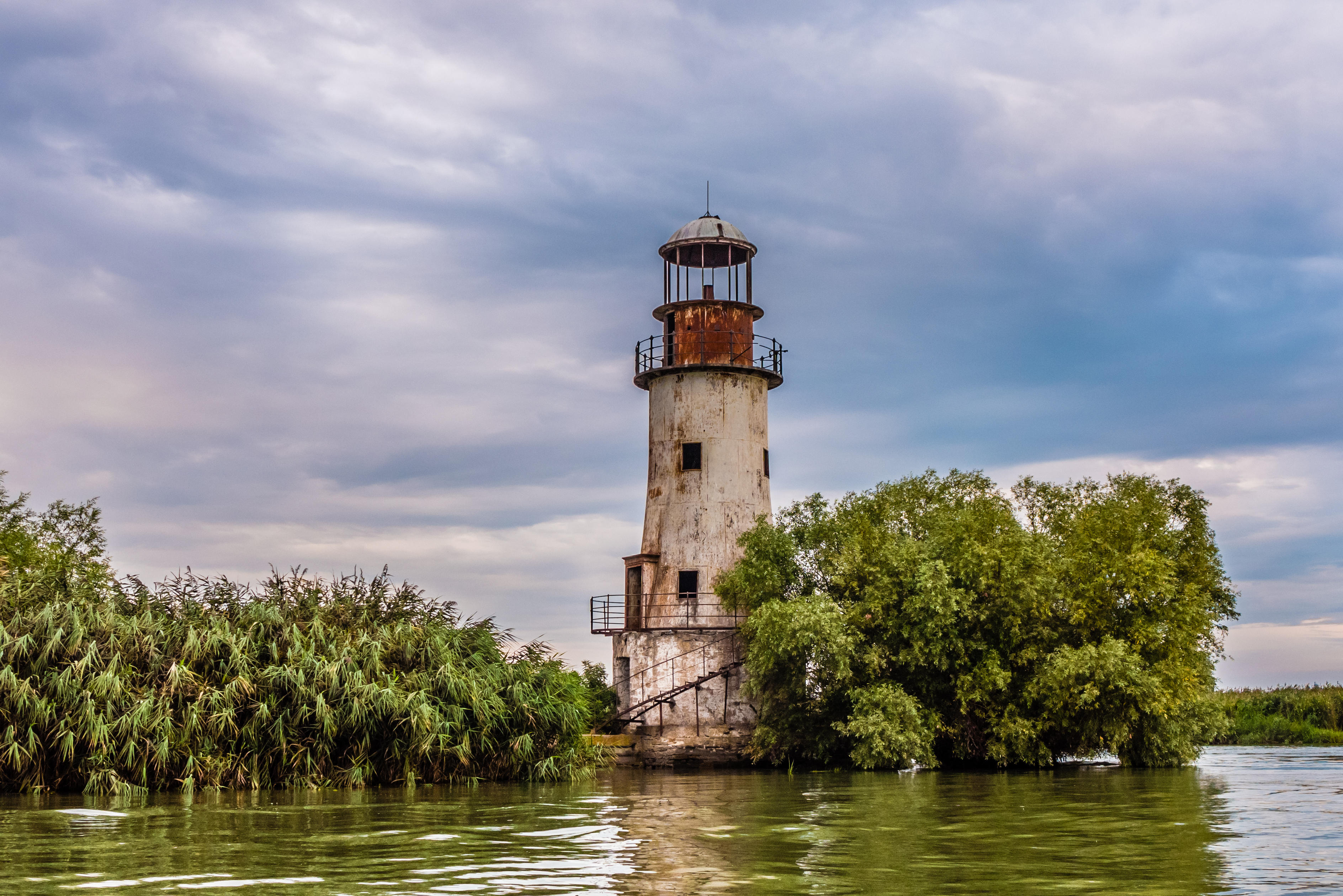
Farul de pe malul stâng al brațului Sulina, înainte de vărsarea în mare

Sulina este orașul din România situat la cea mai mică altitudine medie, de numai 4 m deasupra nivelului mării. Orașul se întinde de-a lungul Dunării, cu cea mai mare parte a habitatului pe malul drept.
Spre deosebire de restul Deltei Dunării, împrejurimile orașului sunt formate din soluri nisipoase și sărate, parțial umede, brăzdate de canale. În zonele uscate și sărate vegetația este cea specifică dunelor, ca de exemplu cătina roșie (Tamarix ramosissima). În zonele mlăștinoase predomină stuful (genul Phragmites), papura (genul Typha), izma broaștei (Mentha aquatica), cucuta de apă (Cicuta virosa), cornaciul (Trapa natans) și mai rar nufărul alb (Nymphaea alba). Zona extravilană se remarcă prin absența copacilor de mari dimensiuni, existând un singur pâlc de salcâmi (Robini pseudacacia) la intrarea în oraș. Altfel, în oraș se pot întâlni sălcii (Salix babylonica), plopi, frasini (Fraxinus excelsior) și corcoduși (Prunus cerasifera), pomii fructiferi consacrați fiind mai rari.

## Istorie
La capitolul legendar există afirmarea că Sulina ar fi existat încă din secolele VI - VII î.Hr., ca „meleag al vestiților traci cimerieni”. La capitolul istoriei verosimile, se știe că grecii și romanii antici traversau Delta Dunării în expedițiile lor pe Dunăre și mare, fără ca vreun port să fie semnalat sau să fi lăsat vreo urmă arheologică în actualul areal al Sulinei, și fără ca să fie cert că navigația era atunci posibilă pe brațul ulterior denumit Sulina, pe atunci mai întortocheat de meandre și mai neînsemnat ca debit decât azi.
La capitolul „istoriei dovedite și scrise”, documentele prezintă Sulina începând cu perioada bizantină, prima mențiune datorându-i-se lui Constantin Porfirogenetul care, în lucrarea sa De Administrando Imperii, îl pomenește cu numele de Solina. Tot cronicile bizantine menționează că flota grecească a trecut pe aici în cadrul expedițiilor de apărare împotriva bulgarilor, premergătoare bătăliei de la Ongal (anul 680). Apoi, Sulina poate fi întâlnită în mai multe portulane și hărți italiene din secolele XIV și XV, printre care se numără harta întocmită de Pietro Visconti în anul 1327 și portulanul genovez din secolul al XIV-lea, tipărit de către cărturarul Dimitrios Tagias.
Cele mai multe informații despre localitatea Sulina încep să apară din secolul al XVIII-lea, când turcii aleg drumul apei până la Constantinopol trecând pe brațul Sulina, devenit la acea vreme cel mai ușor navigabil. La 1800, Sulina număra 8722 de suflete fiind formată cosmopolit din români, turci, greci, armeni, evrei, ruși și italieni în egală măsură și numită de scriitorul Jean Bart (Eugeniu P. Botez), fost căpitan al portului Sulina, „Europolis”.
Sulina a căpătat statut de oraș în secolul al XIX-lea, odată cu stabilirea Comisiei Europene a Dunării, care a transformat localitatea dintr-un sat de pescari într-un oraș important pentru traficul fluvial european. Palatul Comisiei Europene a Dunării și Farul din Sulina sunt două din monumentele importante ale orașului, datând din anii 1860 și 1870.
În timpul celui de-al Doilea Război Mondial, conform informațiilor oferite de Muzeul Farului Comisiei Europene a Dunării, Sulina a fost distrusă în proporție de peste 80% de bombardamentele sovietice.

## Turism

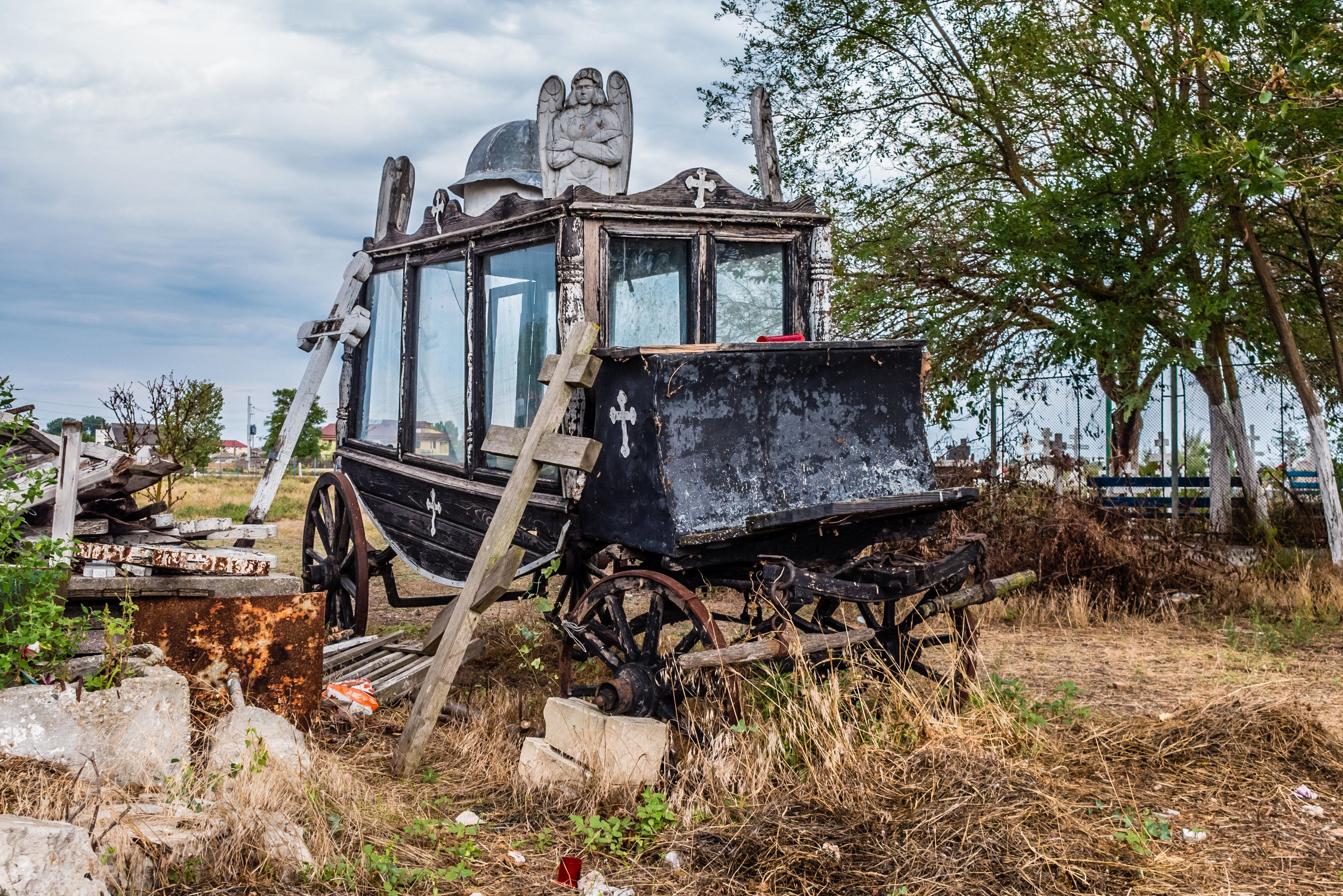
Cimitirul Cosmopolit Sulina

Aici se găsește un cimitir maritim, unic în țară și chiar în Europa. Cimitirul din Sulina este o „rezervație istorică”, în care își au locul de veci înalți funcționari ai Comisiei Europene a Dunării, danezul Magnusen - inginer-șef al lucrărilor din Sulina, inginerul Carl Kühl un cuplu tânăr îndrăgostit – o prințesă și-un prinț grec de demult, dar și mulți oameni ai apelor. Sunt și nume exotice, cu povești amplificate în legendă. Caz unic, în perimetrul lui sunt înmormântați cetățeni de 21 de naționalități, aparținând cultelor creștin, musulman și iudaic. Unele monumente funerare sunt adevărate opere de artă, iar poveștile unora dintre cei înhumați aici sunt tulburătoare.
Un alt obiectiv turistic este Farul Vechi din Sulina - astăzi muzeu - a fost construit între anii 1869 - 1870. Având o înălțime de 17,34 metri și o formă tronconică, farul găzduiește cabinetul de lucru al lui Eugeniu Botez, cunoscut sub pseudonimul literar Jean Bart. Tot la parterul farului se află o altă sală dedicată Comisiunii Europene a Dunării, organism internațional constituit în urma Tratatului de la Paris din 30 martie 1856.
Sulina mai are și kilometri de plajă la Marea Neagră, însă aceasta nu atrage un număr mare de turiști. Mai nou acestă plajă este folosită pentru nudism, în locurile ei izolate. Plaja, în mare parte nu este amenajată, ceea ce îi oferă un aspect virgin. Plaja este cea mai lată porțiune de acest fel de pe litoralul Mării Negre și are o granulație asemănătoare cu cea din Mamaia. Este o alternativă la stațiunea Vama Veche.

## Demografie
Componența etnică a orașului Sulina
     Români (81,98%)
     Ruși lipoveni (6,41%)
     Ucraineni (1,06%)
     Alte etnii (10,55%)
Componența confesională a orașului Sulina
     Ortodocși (84,93%)
     Creștini de rit vechi (4,55%)
     Alte religii (0,67%)
     Necunoscută (9,85%)
Conform recensământului efectuat în 2021, populația orașului Sulina se ridică la 3.118 locuitori, în scădere față de recensământul anterior din 2011, când fuseseră înregistrați 3.663 de locuitori. Majoritatea locuitorilor sunt români (81,98%), cu minorități de ruși lipoveni (6,41%) și ucraineni (1,06%). Din punct de vedere confesional, majoritatea locuitorilor sunt ortodocși (84,93%), cu o minoritate de creștini de rit vechi (4,55%), iar pentru 9,85% nu se cunoaște apartenența confesională.
|  | Graficele sunt indisponibile din cauza unor probleme tehnice. Mai multe informații se găsesc la Phabricator și la wiki-ul MediaWiki. |

Date: Recensăminte sau birourile de statistică - grafică realizată de Wikipedia

## Politică și administrație
Orașul Sulina este administrat de un primar și un consiliu local compus din 13 consilieri. Primarul, Maria Bălan[*], de la Partidul Social Democrat, este în funcție din 1 noiembrie 2024. Începând cu alegerile locale din 2024, consiliul local are următoarea componență pe partide politice:
|  | Partid                                  | Consilieri | Componența Consiliului | Componența Consiliului | Componența Consiliului | Componența Consiliului | Componența Consiliului |
|  | --------------------------------------- | ---------- | ---------------------- | ---------------------- | ---------------------- | ---------------------- | ---------------------- |
|  | Partidul Social Democrat                | 5          |                        |                        |                        |                        |                        |
|  | Forța Dreptei                           | 2          |                        |                        |                        |                        |                        |
|  | Partidul Național Liberal               | 2          |                        |                        |                        |                        |                        |
|  | Alianța pentru Unirea Românilor         | 2          |                        |                        |                        |                        |                        |
|  | Partidul Mișcarea Populară              | 1          |                        |                        |                        |                        |                        |
|  | Reînnoim Proiectul European al României | 1          |                        |                        |                        |                        |                        |

## Obiective turistice

### Muzee
- Muzeul „Farul Sulinei”

### Clădiri
- Palatul Comisiei Europene a Dunării
- Farul Comisiei Europene a Dunării
- Farul de pe malul stâng al Dunării
- Farul de pe malul drept al Dunării

### Biserici
- Catedrala Sfântul Alexandru și Sfântul Nicolae
- Biserica romano-catolică Sfântul Nicolae

## Personalități
- Vahan Malezian (1871-1966), scriitor;
- George Georgescu (1887-1964), dirijor, academician;
- Jean Bart, pseudonimul literar al scriitorului Eugeniu P. Botez (1877 - 1933), scriitor, membru corespondent al Academiei Române;
- Romulus Bărbulescu (1941 - 2010), critic literar, dramaturg, eseist și actor;
- Dan Culcer (n. 1941), critic literar;
- Ilie Danilov (n. 1946), scriitor, membru al Uniunii Scriitorilor din România.

## Galerie de imagini

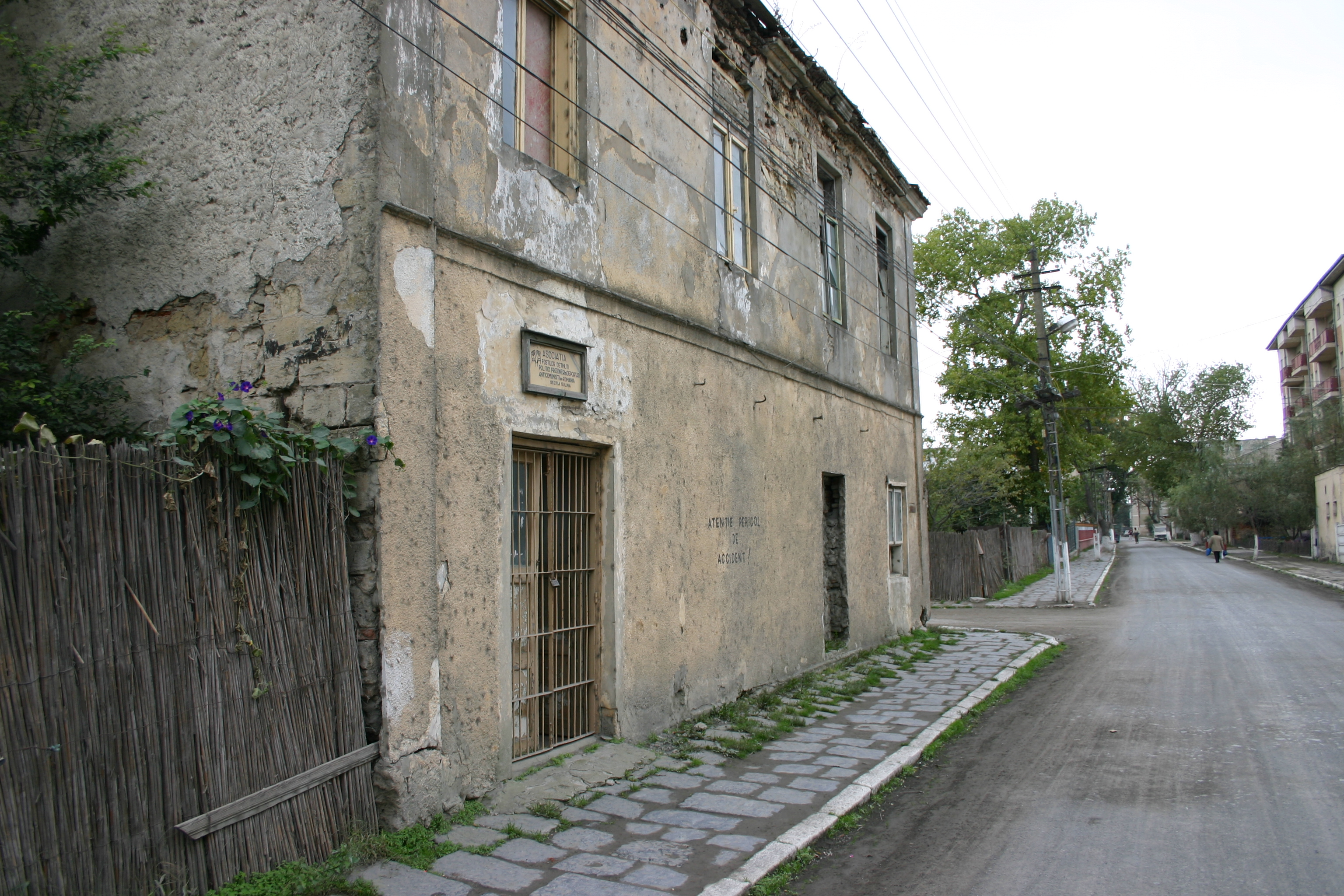
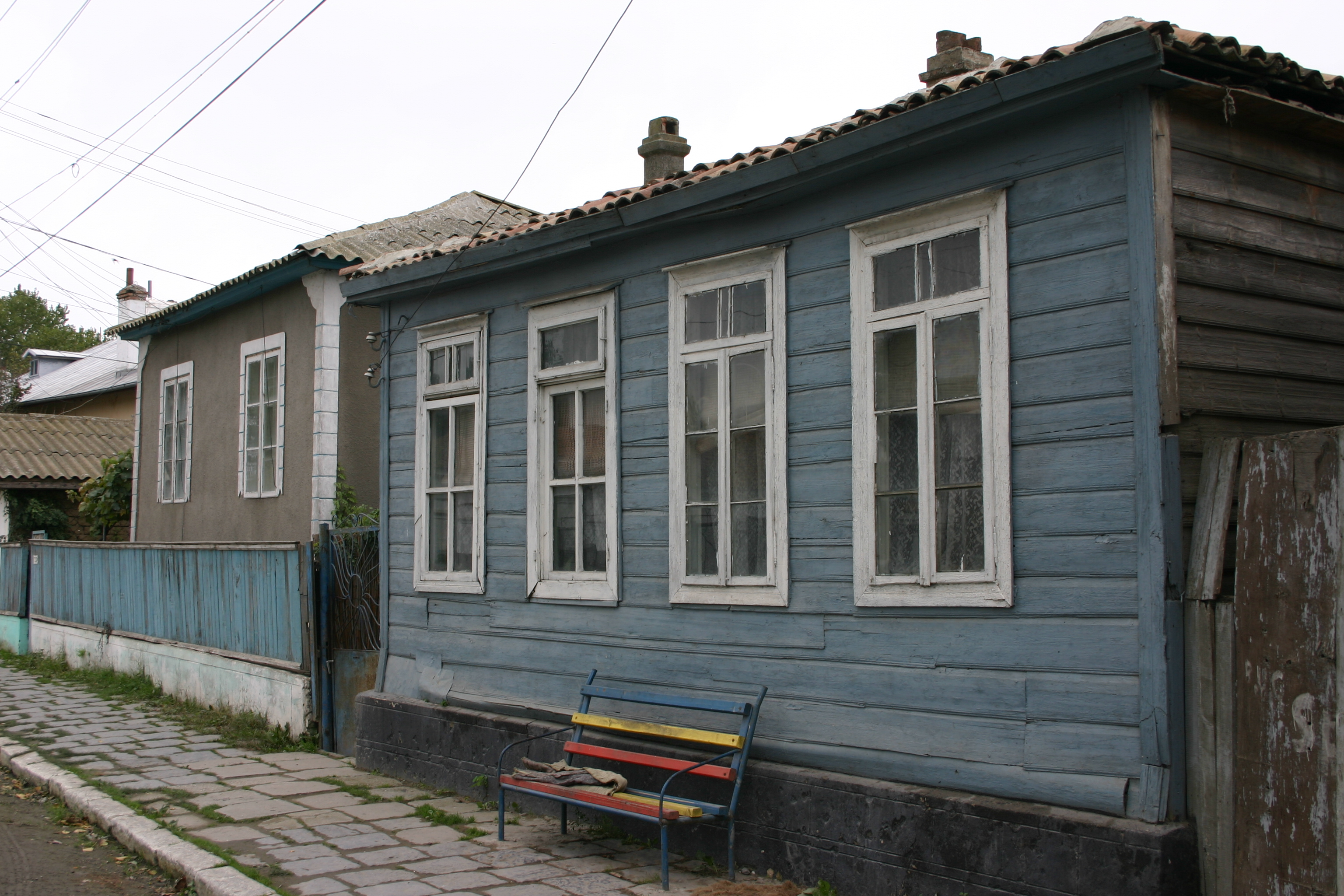
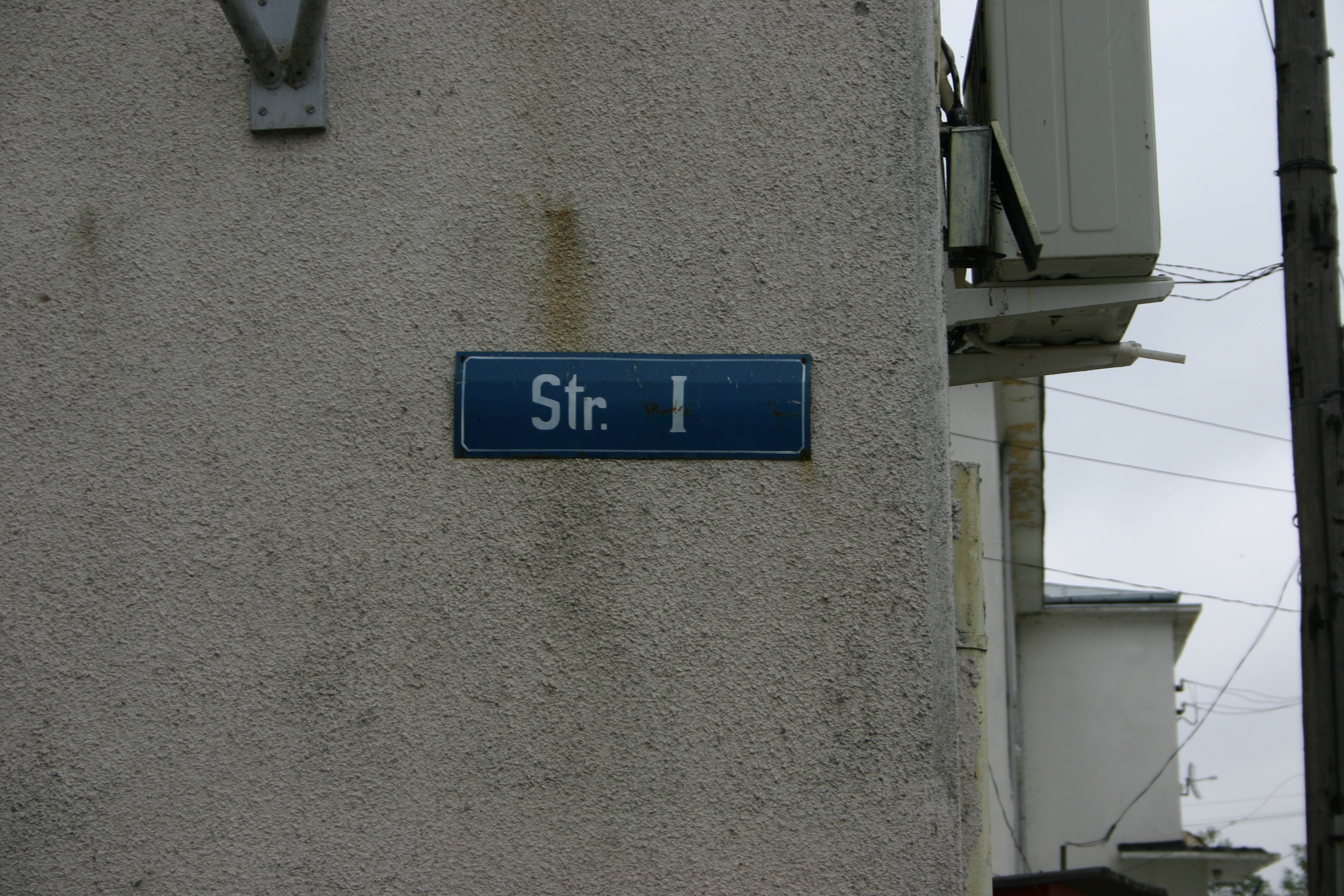
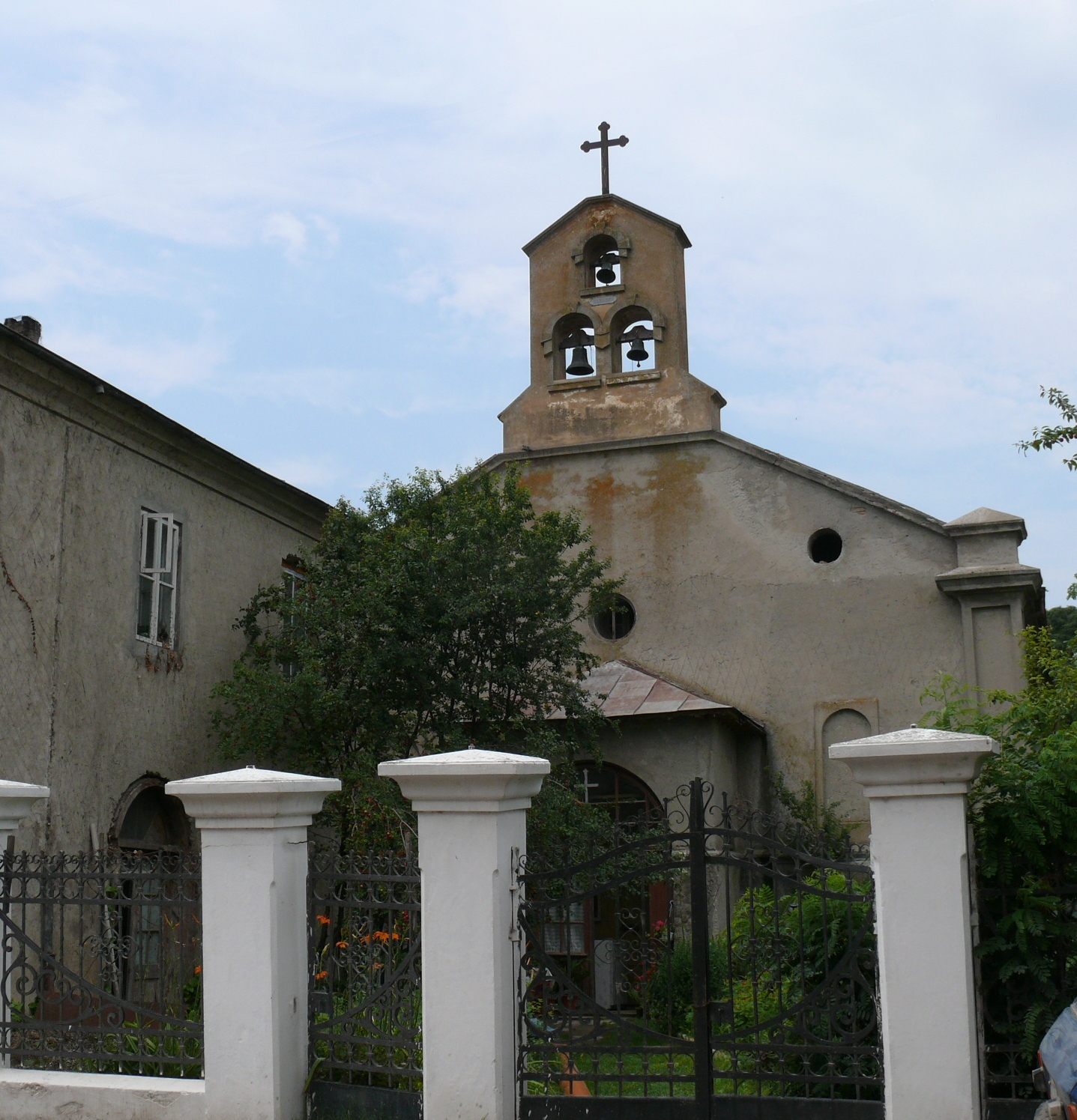
Biserica romano-catolică din Sulina
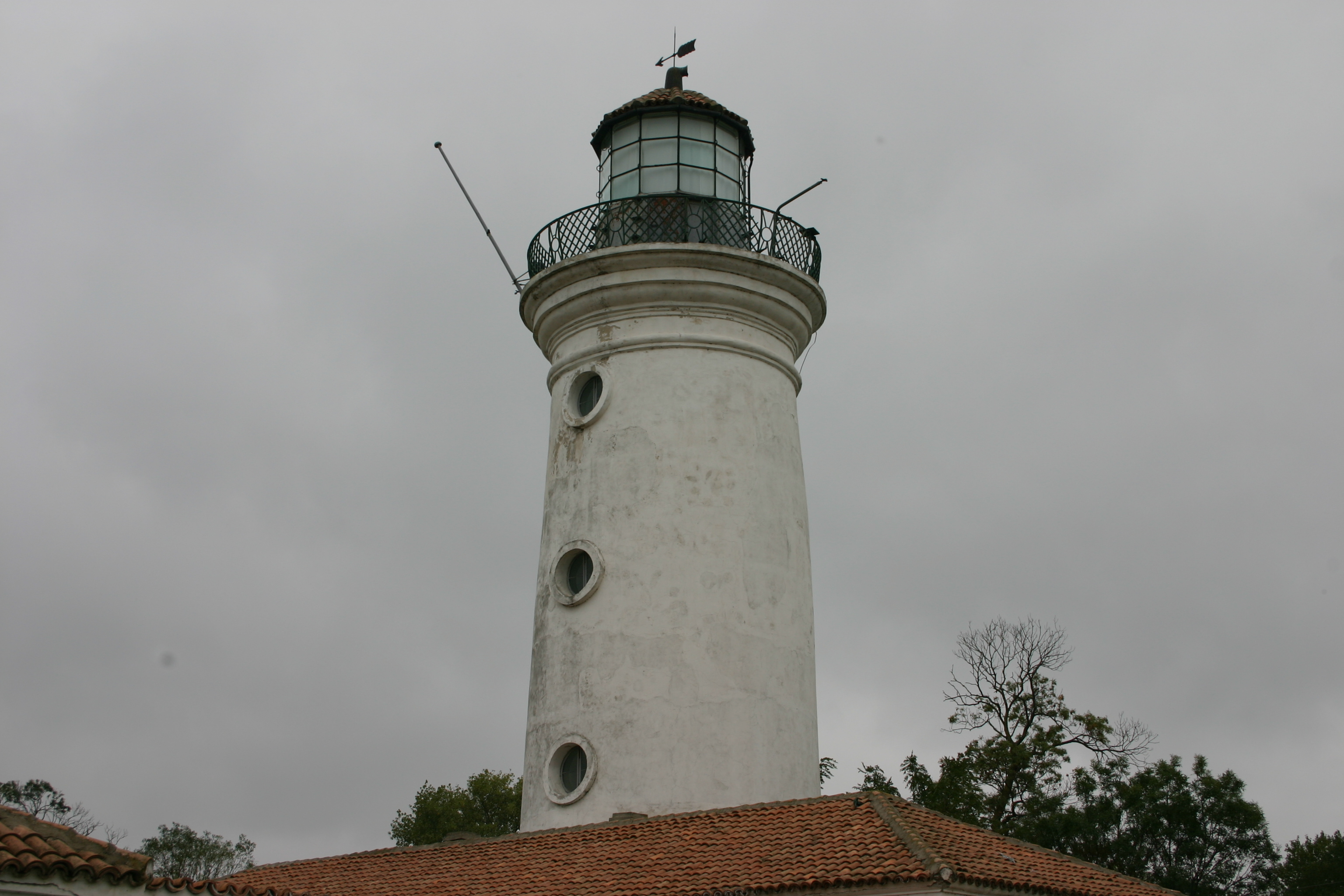
Farul din Sulina
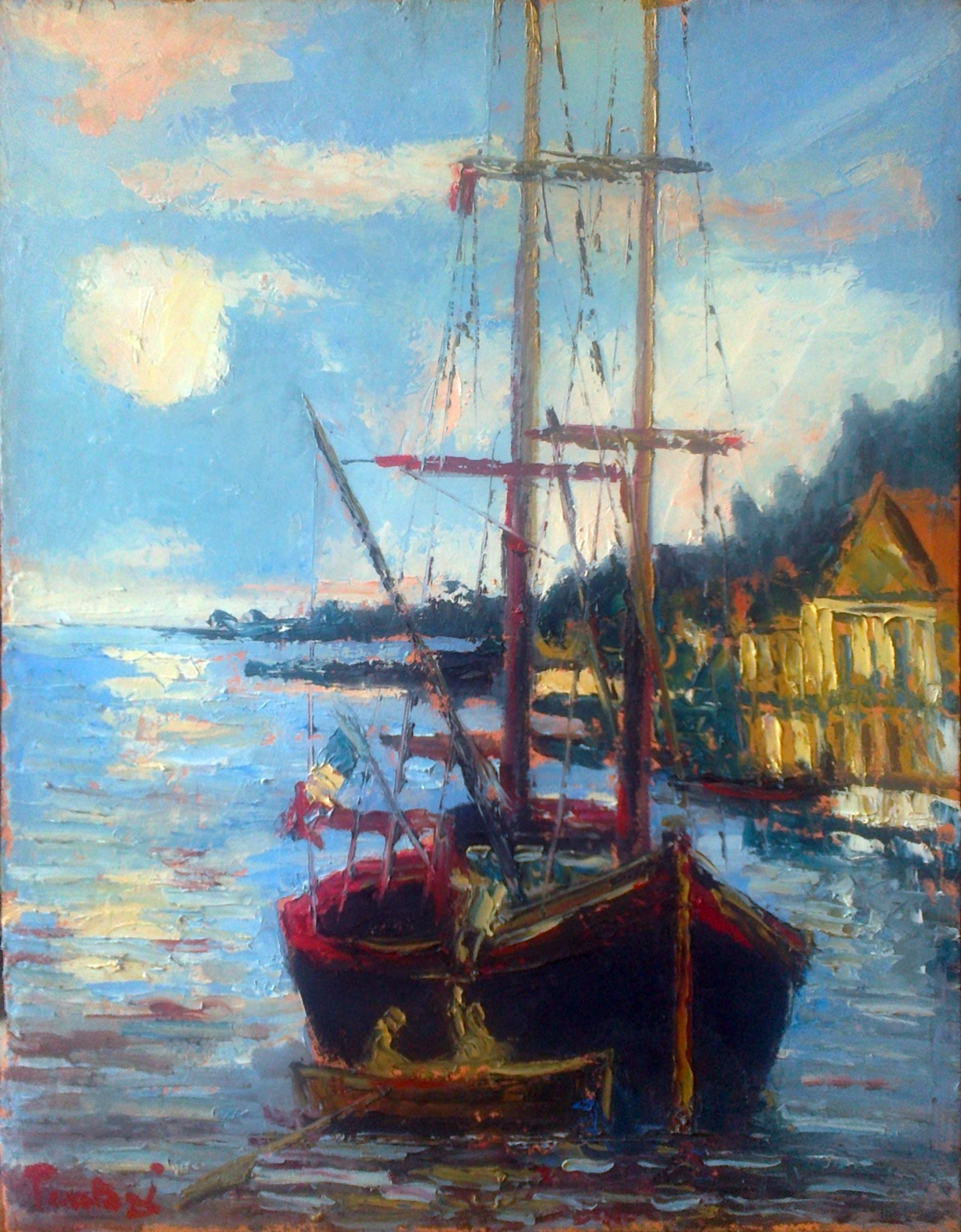
„Corabie la Sulina”, de Valeriu Pantazi
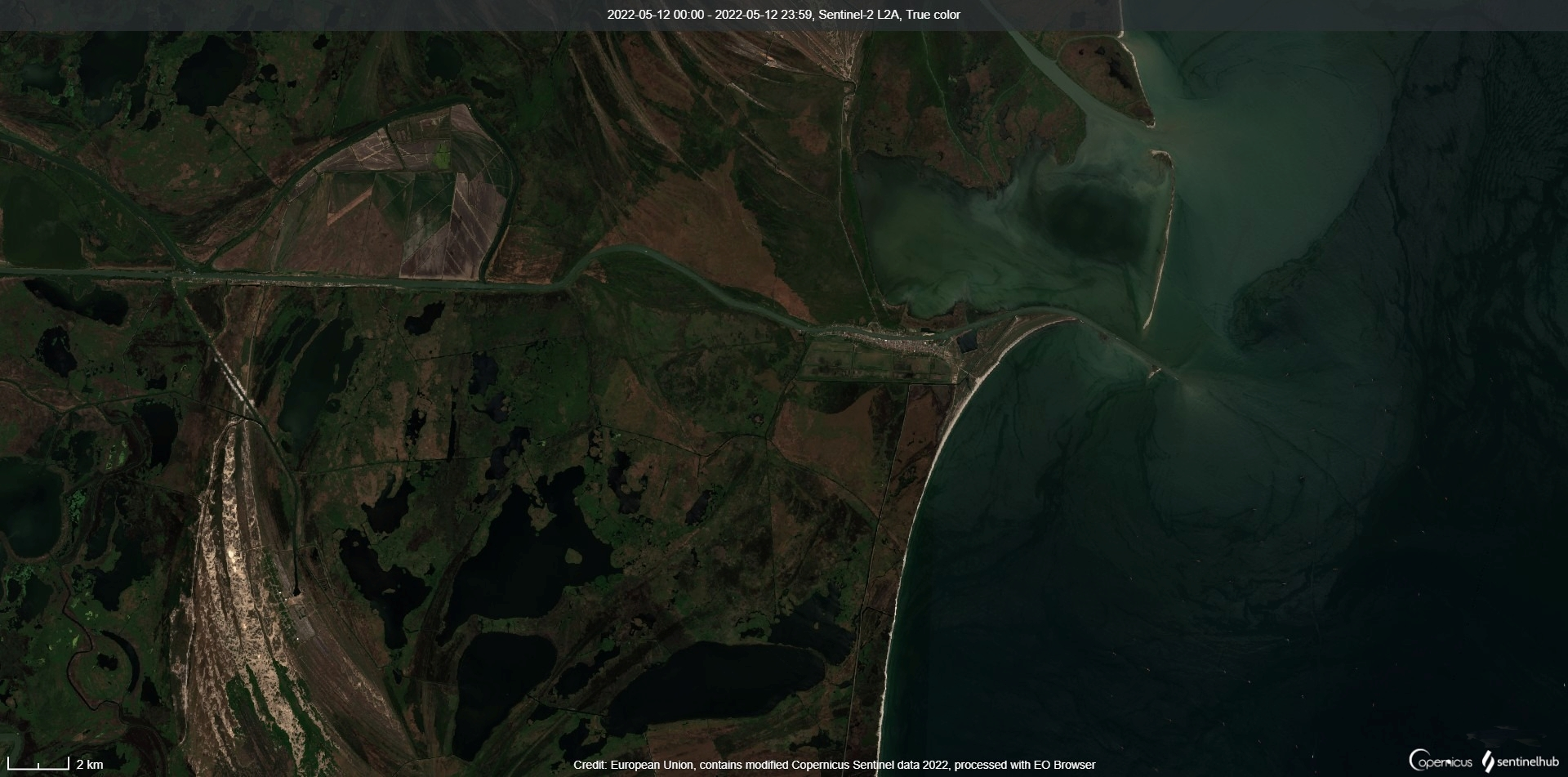
Sulina din spațiu
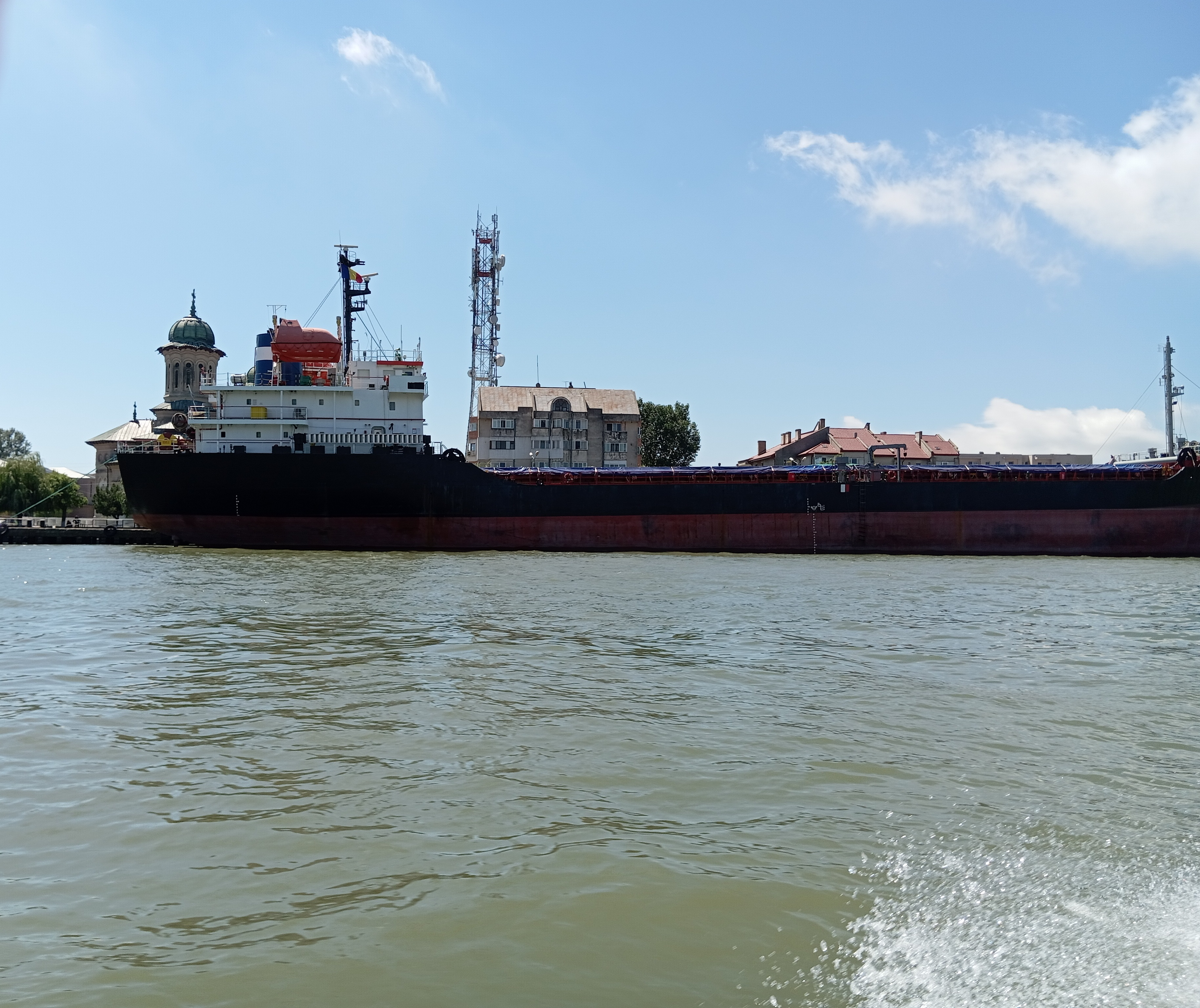